# Cypripedium shanxiense
Cypripedium shanxiense är en orkidéart som beskrevs av Sing Chi Chen. Cypripedium shanxiense ingår i släktet guckuskor, och familjen orkidéer. Inga underarter finns listade i Catalogue of Life.